# Weiden bei Rechnitz
Weiden bei Rechnitz é um município da Áustria localizado no distrito de Oberwart, no estado de Burgenland.